# Морфія Мелітенська
Морфія Мелітенська (? — 1126/1127) — королева-консорт Єрусалимської держави, дружина короля Балдуїна II.

## Біографія
Про дату народження немає відомостей. Була донькою Гаврила Вірменського, володаря міста Мелітена. Під час Першого хрестового походу він підтримував хрестоносців. У 1100 році визнав себе васалом графа Балдуїна Едеського. У 1101 році видав свою доньку Морфію за Балдуїна. Як посаг Морфія принесла чоловікові 50 тисяч золотих безантів. До 1120 році вона мешкала в Едесі, попри те, що Бальдуїн ще у 1118 році обирається королем Єрусалиму.
Лише у 1120 році відбулася коронація Морфії. Вона намагалася пристосувати хрестоносців до східних традицій. Виховувала своїх дітей у звичаях Європи та Сходу. У 1123 році після потрапляння у полон Балдуїна II брала участь в його звільнені. Для цього відправила загін з 50 вірмен, які з'ясували місце полоненого. У 1124 році особисто їздила до Сирії на перемовини щодо звільнення чоловіка. Як заручницю пропонувала свою доньку Івету. Померла Морфія у 1126 або 1127 році.

## Сім'я

### Чоловік
- Балдуїн II (король Єрусалиму) (XI ст.—31 серпня 1131) — король Єрусалиму у 1118–1131 роках.

### Діти
1. Мелісенда (1105—11 вересня 1161) — королева Єрусалиму, правила спільно з чоловіком та старшим сином. Здобула гарну освіту. Володіла вірменською, французькою, грецькою, арабською мовами та латиною. Вивчала Біблію, праці Отців Церкви. Також її навчали арифметиці, геометрії, музиці, граматиці, риториці, діалектиці, теології, астрономії. В 1129 році Балдуїн II оголосив Мелісенду спадкоємницею трону. 2 червня 1129 року вийшла заміж за Фулька V (графа Анжу). Наступного року Мелісенда народила сина Балдуїна. В 1131 році помер Балдуїн II. Мелісенду разом із чоловіком оголосили королем й королевою. Втім між подружжям майже із самого початку розпочалися конфлікти. В них активно брав участь коханець Мелісенди Гуго Пюїзе. Мелісенда зуміла зменшити вплив Фулька Анжуйського. Вже 1136 року вона фактично перебрала на себе одноосібну владу. Вона відмовилася від нових захоплень, зосередивши увагу на підтримці освіти та культури. В 1143 році після смерті Фулька відбулася повторна коронація Мелісенди та її сина Балдуїна III. Разом із політичною діяльністю, Мелісенда багато робила для поліпшення становища населення, розбудови міст. Багато в чому допомагала учасникам Другого хрестового походу. В 1150 році стався конфлікт між Мелісендою з її сином Балдуїном III, якого королева фактично усунула від влади. Було вирішено поділити королівство. Мелісенда при підтримці патріарха Фулька отримала південні землі Єрусалимської держави. Втім 1152 року конфлікт спалахнув з новою силою. Тоді ж відбувся новий перерозподіл земель. Тепер Мелісенда отримала Наблуз та Єрусалим. Втім, зрештою змушена була відмовитися від Єрусалиму, а 1153 року зреклася трону й вирушила до монастиря у Віфанії, де абатисою була її сестра Іветта. 1161 року Мелісенда після інсульту повернулася до Єрусалиму, де померла цього ж року в отчені своїх сестер Год'єрни та Іветти.
2. Аліса (бл. 1110—1151) — отримала хорошу освіту. Після смерті Боемунда I (князя Антіохії) Балдуїн II стає регентом князівства. Для зміцнення тут свого становища у 1126 році Балдуїн II влаштовує шлюб Аліси з молодим князем Боемуендом II. Аліса переїздить до Антіохії. Вона намагалася оживити культурне та освітнє життя у місті. Після смерті у 1130 році Боемунда II Аліса зробила спроби перебрати владу на себе, відсторонивши від влади свою доньку Констанцію. Проте в ці події втрутився її батько Балдуїн II. У відповідь Аліса звернулася до Зенгі (атабека Алепо). Втім це Алісі не допомогло. Зрештою вона вимушена була здатися батькові й погодитися на його умови: Аліса отримувала міста Латакія та Джабала, а регентом залишався Жослен Куртене. У 1131 році після смерті батька та Жослена Куртене Аліса спробувала повернути собі владу. Для цього вона уклала союз з Понсом Триполійським та отримала підтримку з боку сестри — королеви Мелісенди. Проте ці задуми зруйнували дворяни Антіохії, які покликали на допомогу Фулька, чоловіка Мелісенди. Тому Аліса вимушена була відступитися. Але вона не бажала відмовлятися від влади. У 1135 році вела перемовини з імператором Мануїлом Комніном щодо шлюбу своєї доньки з його сином, проте й цього разу її намірам завадив король Фульк з антійохійськими дворянами. За нареченого доньці Аліси обрали Раймунда Пуатьє, сина герцога Аквітанії Вільгельма IX. Деякий час Аліса мріяла одружити молодого Раймунда з собою, але зазнавши невдачі, остаточно відсторонилася від справ та оселилася в Латакії, де й померла.
3. Год'єрна (бл. 1112—бл. 1164) — дружина Раймунда II (графа Триполі). Як і її сестри отримала хорошу освіту, володіла вольовим характером. Активно втручалась в заплутану політику держав хрестоносців. В 1150–1152 роках підтримувала свою сестру Мелісенду в конфлікті проти її сина Балдуїна III. В 1152 у Год'єрни виник конфлікт з чоловіком Раймундом, в якому їй на допомогу прийшли Мелісенда з Балдуїном III. Після вирішення конфлікту Год'єрна разом з сестрою та племінником повернулись до Єрусалиму. Майже одразу після від'їзду Раймунд II був вбитий. Год'єрна негайно повернулась в Триполі, щоб взяти регентство над графством, оскільки її син Раймунд III був неповнолітним. Вона правила графством до 1155 роки, коли її син перебрав управління в свої руки.
4. Іветта (1120—1178) — єдина із сестер народилась після того як її батько став королем Єрусалиму. В 1123 році її батько потрапив в полон до Артукідів, Іветта стала полонянкою в обмін на визволення батька. ЇЇ утримували в фортеці Шайзар до 1125 року, коли її батько виплатив викуп в розмірі 8000 динарів. На відміну від сестер Іветта не вийшла заміж, а прийняла постриг і віддалилась в монастир Св. Анни в Єрусалимі, потім в 1143 році перейшла в засновану її сестрою Мелісендою обитель Св. Лазаря в Віфанії. В 1144 році стала абатисою цього монастиря. Займалась вихованням своєї внучатої племінниці Сибіли, яка в майбутньому стане королевою Єрусалиму. Була дуже близькою зі своїми сестрами, коли в 1161 помирала Мелісенда, Іветта та Год'єрна були присутні біля її смертного одра.